# Ophiosphalma elegans
Ophiosphalma elegans är en ormstjärneart som först beskrevs av Jean Baptiste François René Koehler 1897.  Ophiosphalma elegans ingår i släktet Ophiosphalma och familjen fransormstjärnor. Inga underarter finns listade i Catalogue of Life.